# The Beyoncé Experience
The Betoncé Experience va ser la segona gira de la cantant estatunidenca Beyoncé Knowles com a solista, per promocionar el seu segon àlbum titulat B'Day. La gira va començar set mesos després del llançament del disc, el dia 10 d'abril de 2007 (Tòquio), i va finalitzar el dia 15 de setembre de 2007 a Winnipeg (Canadà). El tour va visitar el Japó, Austràlia, Europa i l'Amèrica del Nord.

## Llista de cançons

### Obertura de la nit
1. "Freakum Dress"
2. "Green Light" 
  - Drummer break (Instrumental Interludi)
3. "Baby Boy" (contains a Reggae medley: "Murder She Wrote", "Lost Ones" and "Ring the Alarm")
4. "Work It Out"
5. "Naughty Girl"
6. "Me Myself & I"
7. "Dangerously In Love" (conté elements de "He Loves Me (Lyzel in E Flat)")
8. Destiny's Child Medley 
  1. "Independent Women Part 1"
  2. "Bootylicious"
  3. "No, No, No"
  4. "Bug A Boo" (H-Town Screwed Down Mix)
  5. "Bills, Bills, Bills"
  6. "Cater 2 U"
  7. "Say My Name"
  8. Jumpin' Jumpin'"
  9. "Soldier" (conté elements de "This Is Why I'm Hot")
  10. "Survivor"
9. "Speechless"
10. Jailhouse Confessions (Dansa Interludi)
11. "Ring The Alarm"
12. "Suga Mama"
13. "Upgrade U"
14. "'03 Bonnie & Clyde" (Beyoncé's Prince Mix)
15. "Check on It"
16. "Get Me Bodied"
17. "Déjà Vu"
18. "Welcome to Hollywood" (Vídeo interludi)
19. "Deena/Dreamgirls Medley"
20. "Listen"
21. "Irreplaceable"

### Amèrica del Nord
Intro Queen Bee fanfare 
1. "Crazy In Love"(conté elements de " Crazy")
2. "Freakum Dress"
3. "Green Light" 
  - Jazz Throwdown (Instrumental Interlude)
4. "Baby Boy" (conté elements de a Reggae medley: "Murder She Wrote", "Lost Ones" and "Ring the Alarm")
5. "Beautiful Liar"
6. "Naughty Girl"
7. "Me Myself & I" 
  - Dangerously in Love (Dance Interlude)
8. "Dangerously In Love" (conté elements de"He Loves Me (Lyzel in E Flat)")
9. "Flaws And All" 
  - Cops and Robbers ((Dance Interlude) (conté elements de "Party Like a Rockstar", "Wipe Me Down", "A Bay Bay" i "Throw Some D's")
10. Destiny's Child Medley 
  1. "Independent Women Part 1"
  2. "Bootylicious"
  3. "No, No, No"
  4. "Bug A Boo" (H-Town Screwed Down Mix)
  5. "Bills, Bills, Bills"
  6. "Cater 2 U"
  7. "Say My Name"
  8. "Jumpin' Jumpin'"
  9. "Soldier" (conté elements de "Crank That (Soulja Boy))
  10. "Survivor"
11. "Speechless" 
  - Jailhouse Confessions (Dansa Interludi)
12. "Ring The Alarm"
13. "Suga Mama"
14. "Upgrade U"
15. "'03 Bonnie & Clyde" (Beyoncé's Prince Mix)
16. "Check on It"(Versión especial del tour)
17. "Déjà Vu" 
  - Band Jam (Instrumental Interludi)
  - Bumble Bee (Vídeo interludi)
18. "Get Me Bodied" (Extended Mix)
19. "Welcome to Hollywood" (Video Interludi)
20. "Deena/Dreamgirls Medley"
21. "Listen"
22. "Irreplaceable"

### Europa
Intro Queen Bee fanfare 
1. "Crazy In Love" (conté elements de " Crazy")
2. "Freakum Dress"
3. "Green Light" 
  - Band Jam (Instrumental Interludi)
4. "Baby Boy" (contains a Reggae medley: "Murder She Wrote", "Lost Ones" and "Ring the Alarm"
5. "Beautiful Liar"
6. "Naughty Girl"
7. "Me Myself & I" 
  - Bumble Bee (Video Interludi)
  - Dangerously in Love (Dansa Interludi)
8. "Dangerously In Love" (conté elements de "He Loves Me (Lyzel in E Flat)
9. "Flaws And All"
  - Cops and Robbers (Dance Interlude) (conté elements de "Party Like a Rockstar", "Wipe Me Down", "A Bay Bay" and "Throw Some D's")
10. "Destiny's Child Medley"
  1. "Independent Women Part 1"
  2. "Bootylicious"
  3. "No, No, No"
  4. "Bug A Boo" (H-Town Screwed Down Mix)
  5. "Bills, Bills, Bills"
  6. "Cater 2 U"
  7. "Say My Name"
  8. "Jumpin' Jumpin'"
  9. "Soldier" (conté elements de "Crank That (Soulja Boy)")
  10. "Survivor"
11. Cell Block Tango (Dansa Interludi)
12. "Ring The Alarm"
13. "Suga Mama"
14. "Upgrade U"
15. "'03 Bonnie & Clyde" (Beyoncé's Prince Mix)
16. "Check on It (Versión especial del tour)
17. "Get Me Bodied" (Extended Mix)
18. "Welcome to Hollywood" (Video Interludi)
19. "Deena/Dreamgirls Medley
20. "Listen
21. "Irreplaceable 
  - Encore/Bassist Break
22. "Déjà Vu "